# Gowjeh Qīā
Gowjeh Qīā (persiska: گوجه قيا, گُوجِه قيّا, گُوگجِه قَيِه, گُوگجِه قيِه, گُوگجَقَيا, گُوجِه قَيِه, گُوجِه قَيا) är en ort i Iran.   Den ligger i provinsen Zanjan, i den nordvästra delen av landet, 300 km väster om huvudstaden Teheran. Gowjeh Qīā ligger 1 830 meter över havet och antalet invånare är 544.
Terrängen runt Gowjeh Qīā är kuperad åt sydväst, men åt nordost är den platt.Runt Gowjeh Qīā är det ganska glesbefolkat, med 47 invånare per kvadratkilometer. Närmaste större samhälle är Zarrīnābād, 18,4 km sydost om Gowjeh Qīā. Trakten runt Gowjeh Qīā består i huvudsak av gräsmarker.